# Abdirashid Ali Shermarke
Abdirashid Ali Shermarke (ur. w 1919, zm. w 1969) – polityk somalijski.
W latach 1934 – 1935 pracował we włoskiej administracji kolonialnej, a od 1941 w służbie brytyjskiej. Od 1944 działał w Lidze Młodzieży Somalii, (najsilniejszej partii politycznej). W 1959 wybrano go do Zgromadzenia Ustawodawczego Somalii, a w okresie 1960–1967 piastował urząd pierwszego w historii premiera rządu niepodległej Republiki Somalii, po czym został prezydentem państwa i na tym stanowisku był od 1967 do śmierci, w wyniku zastrzelenia przez jednego ze swoich ochroniarzy.
W 1960 urodził mu się syn, późniejszy premier Somalii Omar Abdirashid Ali Sharmarke.